# Marta Kobecka
Marta Kobecka (ur. 19 kwietnia 1995) – polska pięcioboistka, szpadzistka i pływaczka, akademicka mistrzyni świata (2018), wicemistrzyni Europy (2021).

## Kariera sportowa
Jest członkinią kadry narodowej w pięcioboju nowoczesnym, reprezentując UKS Kapry-Armexim Pruszków. Startuje również w zawodach szermierczych jako zawodniczka AZS AWF Warszawa. Na koncie ma również medale Akademickich Mistrzostw Polski w pływaniu w barwach AZS SGGW Warszawa.

### Pięciobój nowoczesny
Debiut na międzynarodowej arenie zaliczyła jako piętnastolatka na mistrzostwach Europy juniorów młodszych w Warnie. W 2014 roku zakwalifikowała się do reprezentacji Polski na młodzieżowe mistrzostwa świata w Drzonkowie. Dwa lata później w tym samym miejscu startowała w młodzieżowych mistrzostwach Europy. W 2017 roku, również w Drzonkowie, zadebiutowała w zawodach Pucharu Świata, a cztery miesiące później wraz z Natalią Dominiak i Dominiką Karolak została drużynową wicemistrzynią Europy U24.
W 2018 roku po raz pierwszy stanęła na podium seniorskich mistrzostw Polski, zajmując drugie miejsce. W klasyfikacji młodzieżowej (U24) wywalczyła wówczas złoto.
W lipcu 2018 roku zajęła czwarte miejsce w zmaganiach indywidualnych na pierwszych Akademickich Mistrzostwach Świata w Budapeszcie. Dwa dni później w duecie z Łukaszem Gutkowskim zwyciężyła w rywalizacji sztafet mieszanych, a później wraz z Gutkowskim, Danielem Ławrynowiczem i Maciejem Dukielskim zajęła trzecie miejsce w zawodach drużynowych. Dwa tygodnie później w Székesfehérvárze zadebiutowała na mistrzostwach Europy seniorów. We wrześniu ponownie w duecie z Gutkowskim została mistrzynią Europy U24 w sztafetach mieszanych.
W 2019 roku wraz z Jarosławem Świderskim wygrała zawody sztafet mieszanych podczas Pucharu Świata w Sofii. W maju doznała kontuzji nogi, która wykluczyła ją z przygotowań do będących kwalifikacjami olimpijskimi mistrzostw Europy w Bath. Do rywalizacji powróciła podczas swojego debiutu na seniorskich mistrzostwach świata w Budapeszcie. W roku 2020, kiedy rywalizacja sportowa była storpedowana przez pandemię, wywalczyła srebrny medal Mistrzostw Polski w pięcioboju nowoczesnym.
W 2021 roku na mistrzostwach świata w Kairze zajęła 15. miejsce, będąc najwyżej sklasyfikowaną Polką. Z kolei na mistrzostwach Europy w Niżnym Nowogrodzie. wraz z Natalią Dominiak zdobyły srebrny medal w rywalizacji sztafet kobiecych. W kolejnych dwóch latach nie była powoływana na zawody Pucharu Świata - wystąpiła wyłącznie w mistrzostwach Europy (w 2023 roku rozgrywanych w ramach igrzysk europejskich) - w obu awansowała do półfinałów - a także na mistrzostwach Polski (brązowy medal w 2023 roku ) oraz w zawodach UIPM Pentathlon Challenger w Drzonkowie, zaliczanych do rankingu olimpijskiego.
16 kwietnia 2024 w programie "Sportowy Wieczór" w TVP Sport ukazał się materiał autorstwa Filipa Czyszanowskiego, w którym opowiadała o złożeniu do Rzecznika Dyscyplinarnego PZPNow zawiadomienia o zachowaniach noszących znamiona dyskryminacji, przez które była regularnie odsuwana od startów w barwach reprezentacji Polski pomimo wypełniania wymaganych przez sztab szkoleniowy kadry kryteriów. .

### Pływanie
Jest multimedalistką Akademickich Mistrzostw Polski w pływaniu stylem dowolnym w kategorii uczelni społeczno-ekonomicznych jako reprezentantka AZS SGGW Warszawa.

### Szermierka
Jako zawodniczka AZS AWF Warszawa startuje również w zawodach szermierczych w szpadzie. Jej trenerem jest mistrz świata i medalista olimpijski z Meksyku Bohdan Andrzejewski.

## Kariera naukowa
Jest absolwentką architektury krajobrazu w Szkole Głównej Gospodarstwa Wiejskiego w Warszawie, posiada tytuł magistra inżyniera architektury krajobrazu. Za pracę inżynierską pt. "Projekt strefy reprezentacyjnej na Cmentarzu Karaimskim w Warszawie" otrzymała II nagrodę w konkursie prac dyplomowych Stowarzyszenia Polskich Architektów Krajobrazu w 2018 roku. Z kolei jej praca magisterska "Sport pod mostem. Wielofunkcyjne przestrzenie dla sportu miejskiego na przykładzie wiaduktu Mostu Łazienkowskiego i Agrykoli w Warszawie" została wytypowana na 10. doroczną wystawę najlepszych prac magisterskich wykonanych na kierunku architektura krajobrazu.

## Życie prywatne
Od urodzenia mieszka w Pruszkowie. Z pochodzenia jest Karaimką, występuje w Karaimskim Zespole Folklorystycznym "Dostłar". Jest bohaterką filmu dokumentalnego "Marty" w reżyserii Piotra Zachei. Film ten został nominowany w kategorii "dokument" w Konkursie Kina Offowego przeprowadzanego w ramach 12. Solanin Film Festiwalu.